# Грозний (Сафес) Олександр Григорович
Олександр Григорович Грозний (Сафес) (1892, місто Гомель, тепер Білорусь — 27 лютого 1939, місто Гагра, тепер Абхазія, Грузія) — радянський діяч органів державної безпеки. Член ВУЦВК.

## Життєпис
Народився в єврейській родині. Закінчив один клас єврейської школи. Працював маляром.
З 1911 до 1917 року служив у російській армії, учасник Першої світової війни.
Член РСДРП(б) з листопада 1917 року.
У 1917—1918 роках — агент з поширення газети «Поліська копійка» в Гомелі.
У 1918 році — секретар Секретно-оперативної частини Гомельської губернської надзвичайної комісії (ЧК). Потім перебував на підпільній роботі в Гомелі, був заарештований.
З січня 1919 року служив у Червоній армії, учасник громадянської війни в Росії. У 1920 році — начальник ІІ-го особливого відділення Особливого відділу ВЧК 12-ї армії, начальник Активної частини, помічник начальника Особливого відділу ВЧК 12-ї армії.
З жовтня 1920 року до березня 1921 року — начальник Особливого відділу ВЧК Морських Сил Каспійського моря.
З березня до жовтня 1921 року — начальник Особливого відділу Кримської ЧК.
З березня до листопада 1921 року — начальник Особливого відділу ВЧК Морських Сил Чорного і Азовського морів.
З жовтня до листопада 1921 року — начальник Секретно-оперативної частини Київської губернської ЧК, заступник голови Київської губернської ЧК.
У 1921—1922 роках — начальник Особливого відділу ВЧК прикордонної дивізії у Житомирі.
У 1922 році — заступник начальника Секретно-оперативної частини Волинського губернського відділу ДПУ.
У 1922—1923 роках — заступник начальника Волинського губернського відділу ДПУ.
У 1923—1924 роках — начальник Секретно-оперативної частини Чернігівського губернського відділу ДПУ, помічник начальника Чернігівського губернського відділу ДПУ.
У 1924—1925 роках — начальник Секретно-оперативної частини Волинського губернського відділу ДПУ, заступник начальника Волинського губернського відділу ДПУ.
З 1 серпня 1925 до 12 вересня 1929 року — начальник Волинського окружного відділу ДПУ.
З 25 вересня 1929 до серпня 1930 року — начальник Кам'янця-Подільського окружного відділу ДПУ.
Одночасно в 1929—1930 роках — начальник 23-го Кам'янець-Подільського прикордонного загону ОДПУ.
У 1930—1932 роках — начальник Вінницького окружного відділу — оперативного сектору ДПУ.
У 1932—1933 роках — начальник Управління робітничо-селянської міліції Повноважного представництва ОДПУ по Східно-Сибірському краю, заступник повноважного представника ОДПУ по Східно-Сибірському краю.
З квітня 1933 до 19 березня 1934 року — начальник Астраханського оперативного сектору ДПУ. У березні 1934 року звільнений з органів ДПУ.
У 1934—1936 роках — начальник відділу освіти Народного комісаріату охорони здоров'я Української РСР.
У 1937—1939 роках — начальник мобілізаційного відділу Народного комісаріату охорони здоров'я Української РСР.
Помер 27 лютого 1939 року в місті Гагра Абхазької АРСР.

## Нагороди і відзнаки
- орден Червоного Прапора (1921)